# Llúcia Oliva de la Esperanza
Llúcia Oliva de la Esperanza (Barcelona) és una periodista i professora catalana. És llicenciada en periodisme a la Universitat Autònoma de Barcelona i en literatura a la Universitat de Barcelona, i és màster en periodisme televisiu per la Universitat Americana i màster en comunicació de masses per la Universitat de Wisconsin-Madison. Va ser reportera del programa de Televisió Espanyola (TVE) En Portada. Ha estat corresponsal de TV3 als Estats Units i de TVE a la Unió Soviètica i a Rússia.
Ha fet periodisme d'investigació històrica, ha dirigit programes informatius a TVE Catalunya i, anteriorment, va treballar als diaris Tele/eXpres, Catalunya Express i Avui. Ha rebut el premi al millor documental de l'any de l'Associació Nacional de Periodistes Hispans el 2006 i el premi Drets de la Infància i Periodisme del 2011, que atorga el Defensor del Menor de la Comunitat de Madrid i l'Associació de la Premsa de Madrid. El 2016 va presentar documental Santuaris de l'antifranquisme, sobre els religiosos que es van oposar a la dictadura franquista.
El 2008 va ser nomenada presidenta del Consell de la Informació de Catalunya en substitució de Josep Pernau. Ha estat vocal de la junta directiva de la Societat Catalana de Comunicació, filial de l'Institut d'Estudis Catalans, en diversos períodes des de 1997.